# Makary (Zwiozdow)
Makary, imię świeckie Matfiej Dmitrijewicz Zwiozdow, rzadziej: Zwiozdow-Makarow (ur. 24 lipca?/5 sierpnia 1874 w Garusowie, zm. 23 października 1937 w Swierdłowsku) – rosyjski biskup prawosławny.

## Życiorys
Pochodził z rodziny chłopskiej. W 1907 w trybie eksternistycznym ukończył gimnazjum w Mariampolu. W 1912 został posłusznikiem w Nadmorskiej Pustelni Trójcy Świętej i św. Sergiusza w Petersburgu. 14 grudnia 1914 złożył w nim wieczyste śluby mnisze, przyjmując imię Makary. 14 czerwca następnego roku został wyświęcony na hierodiakona, zaś 3 czerwca 1916 na hieromnicha. Studia teologiczne ukończył w ramach Instytutu Teologicznego (zastępującego zlikwidowaną przez bolszewików Petersburską Akademię Duchowną) w 1923, uzyskując tytuł kandydata nauk teologicznych.
16 maja 1926 miała miejsce jego chirotonia biskupia, po której został biskupem toropieckim, wikariuszem eparchii pskowskiej. Jeszcze w tym samym roku został biskupem biełokopyckim i wielkołuckim. W 1927 przeniesiony do eparchii włodzimierskiej jako jej wikariusz, z tytułem biskupa muromskiego. W 1928 otrzymał godność arcybiskupią. Od 1928 do 1930 de facto zarządzał zarówno całą eparchią włodzimierską, jak i eparchią woroneską. W 1933 przeniesiony do eparchii swierdłowskiej jako jej wikariusz, z tytułem biskupa irbickiego. W tym samym roku został ordynariuszem eparchii swierdłowskiej. Urząd sprawował przez rok; w 1934 został przeniesiony na katedrę wiacką, jednak w listopadzie tego roku decyzja ta została cofnięta i Makary (Zwiozdow) został ponownie arcybiskupem swierdłowskim.
Aresztowany w 1935 w Swierdłowsku, został formalnie przeniesiony w stan spoczynku. Skazany na dwuletnie zesłanie, od czerwca do listopada 1935 przebywał w więzieniu w Swierdłowsku, po czym został wywieziony do wsi Gajny k. Kudymkaru. W 1937 oskarżony o kierowanie organizacją kontrrewolucyjną dążącą do obalenia komunizmu na rzecz dyktatury faszystowskiej, został ponownie przewieziony do Swierdłowska, tam skazany na śmierć i rozstrzelany. W 1955 zrehabilitowany.